# California State Route 254

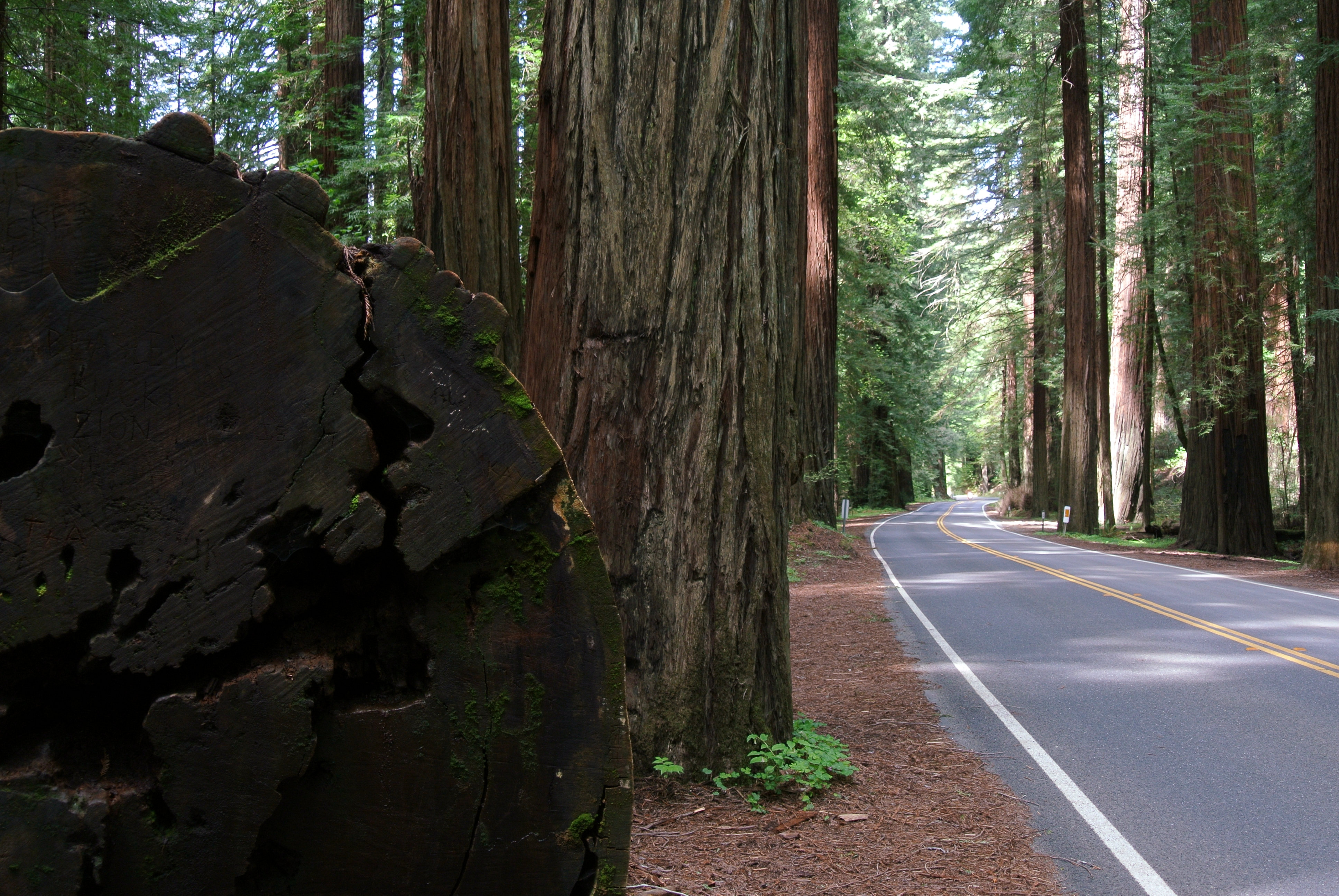
Sequoie lungo la CA 254

La California State Route 254, più comunemente nota come viale dei Giganti (Avenue of the Giants), è una strada panoramica di 52 km che attraversa il parco nazionale di Redwood, nello Stato della California.

## Descrizione del percorso
La strada ha origine a sud a Garberville e termina a nord a Fortuna. La strada è famosa per le sequoie che la fiancheggiano e che ricoprono l'area circostante. Il nome viale dei Giganti deriva proprio da questi alberi imponenti. La strada si snoda lungo il suggestivo fiume Eel e collega molte piccole città, come Phillipsville, Miranda, Myers Flat, Burlington, Weott, Englewood, Redcrest e Pepperwood. Lungo la strada si trovano numerose aree di parcheggio, aree per picnic e attrazioni per i turisti. Il fiume vicino offre molte eccellenti aree per il nuoto, come quelle nella Rockefeller Forest Redwood Grove.
Il viale è servito da numerose piste ciclabili in cui è solito vedere ciclisti e podisti. Inoltre la strada è sede dell'annuale maratona del viale dei Giganti.

## Storia
Il viale dei Giganti è stato parte della U.S. Route 101 fino al 1960, quando fu realizzato un nuovo raccordo autostradale, che assunse la denominazione di U.S. Route 101, e il viale fu rinominato come California Route 254.

## Punti di interesse
Il viale, situato appena fuori da un'importante arteria stradale, ha ormai acquisito una notevole fama internazionale e offre lungo il suo tracciato numerose attrattive, naturali e non, per i turisti.

### Immortal Tree
Seppure non sia la sequoia più vecchia, quest'albero enorme ha più di 950 anni d'età ed è attualmente alto circa 76 m, anche se in passato era molto più alto. È sopravvissuto non soltanto agli attacchi del tempo, ma anche all'alluvione del 1964, ad un tentativo di abbattimento nel 1908 e ad un fulmine che distrusse la cima dell'albero per 14 m (in precedenza era alto 90 m). È proprio da questa sua eccezionale resistenza nel tempo, oltre che dall'età, che deriva il suo nome (albero immortale). Sono ben visibili sulla corteccia i segni delle asce dei boscaioli e del diluvio che lo hanno colpito.
Situato nella parte settentrionale del viale, l'Immortal Tree è facile da trovare e ha un grande negozio di souvenir e un parcheggio di fronte ad esso.

### Drive Thru Tree
Come in molte foreste di sequoie, lungo la strada è presente una sequoia la cui base cava intagliata consente alle auto di attraversarla come se fosse una normale galleria stradale.
Situata vicino alla strada principale, questa attrazione, che è di proprietà privata e si può  attraversare pagando un pedaggio, è ben segnalata e si trova vicino al piccolo villaggio di Myers Flat, che ospita vari negozi dedicati ai turisti.

### Tree House
Non si tratta di una tradizionale casa su un albero, ma di una casa realizzata, seppur in parte, all'interno di una sequoia gigante.
Visibile dalla strada, e con la possibilità di visite turistiche, vi si accede nella parte anteriore dal tronco cavo di un albero ancora in vita. La porta d'ingresso e le finestre sono ben visibili ai passanti; il resto della casa, nel retro dell'albero, presenta la struttura di una normale abitazione.